# إي. هنري باول
إي. هنري باول (بالإنجليزية: E. Henry Powell)‏ هو محامي وسياسي أمريكي، ولد في 3 سبتمبر 1839 في ريتشفورد في الولايات المتحدة، وتوفي في 4 مايو 1911. حزبياً، نشط في الحزب الجمهوري. وقد انتخب عضو مجلس نواب فيرمونت.